# Bartolomé de Arteaga

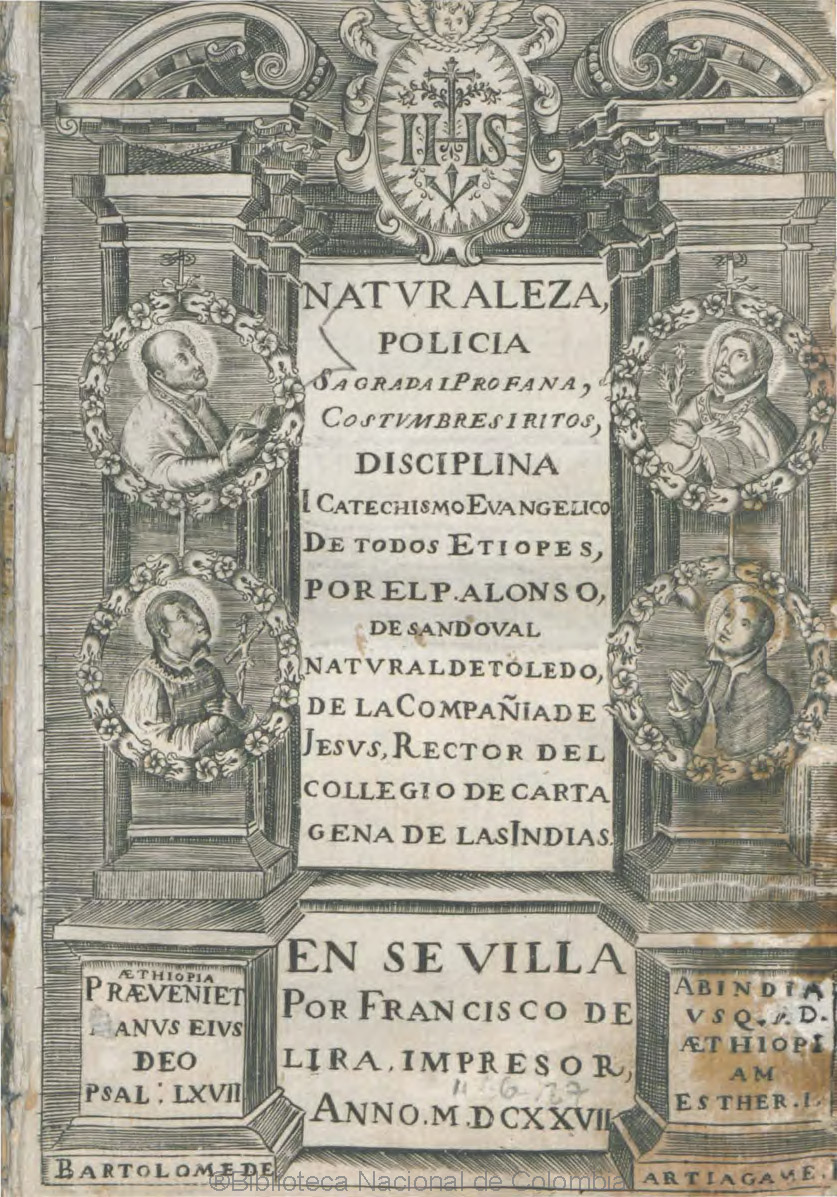
Portada calcográfica de Naturaleza, policía sagrada i profana: costumbres i ritos, disciplina i catechismo evangélico de todos etíopes de Alonso de Sandoval S. J., impreso en Sevilla por Francisco de Lira, 1627. Firmado bartolomé de artiaga me. Biblioteca Nacional de Colombia.

Bartolomé de Arteaga (ft. 1627-1637) fue un grabador español activo en Sevilla, padre de Matías de Arteaga y del también grabador Francisco de Arteaga.
De Bartolomé de Arteaga se conocen grabados a buril hechos, según Ceán Bermúdez, con alguna corrección, entre los que citaba el escudo de armas del conde-duque de Olivares publicado en el Panegírico de la poesía, de Hernando de Vera (Montilla, 1627) y una estampa al frente de un memorial ajustado de varios pleitos de la Universidad de Sevilla, con Fernando III el Santo entre dos clérigos, la cabeza del Bautista y las armas de la universidad en diversos círculos. También suya es la portada calcográfica con cuatro santos jesuitas en orlas de flores de Naturaleza, policía sagrada i profana: costumbres i ritos, disciplina i catechismo evangélico de todos etíopes del jesuita Alonso de Sandoval, rector del colegio de Cartagena de Indias, donde se encuentra la primera descripción de las costumbres y hábitos de los africanos llegados a América, obra impresa en Sevilla en 1627 por Francisco de Lira. Probablemente suyas sean también las estampas interiores del Breve compendio de la Carpintería de lo blanco (Sevilla, 1633) de Diego López de Arenas, con el retrato del autor al frente firmado Artiaga F., 1632.